# 曾华
曾华（1953年1月—），上海人，汉族，中华人民共和国政治人物，第十届、十一届全国政协常务委员。
加入九三学社，担任十一届全国政协常务委员、九三学社中央常委、云南省委主委。2008年，当选第十一届全国政协常务委员，代表九三学社，分入第十二组。

## 延伸阅读
[在维基数据编辑]